# Халезов, Павел Александрович
Павел Александрович Халезов (30 декабря 1916, Клюшниково, Ярославская губерния — 18 января 1999, Казань) — советский работник промышленности, директор завода, Герой Социалистического Труда.

## Биография
Родился 30 декабря 1916 года в деревне Клюшниково (ныне — в Любимском районе Ярославской области).
Окончив в 1937 году Ленинградский техникум точной механики и оптики, стал работать технологом на оборонном предприятии Красногорска. С началом Великой Отечественной войны Павел Александрович с заводом был эвакуирован в Новосибирск, где прошёл трудовой путь от мастера до начальника цеха.
После войны окончил Московский инженерно-экономический институт, затем — Академию промышленности вооружения. С 1950 года жизнь Халезова была связана с Казанским оптико-механическим заводом, директором которого он закончил свою трудовую деятельность.
П. А. Халезов занимался общественной деятельностью — избирался депутатом Верховного Совета Татарской АССР и делегатом съездов КПСС. После выхода на пенсию жил Казани.
Умер 18 января 1999 года.

## Награды
- В 1966 году П. А. Халезову было присвоено звание Героя Социалистического Труда с вручением ордена Ленина (за заслуги в деле укрепления обороноспособности страны).
- Награждён также орденами Трудового Красного Знамени, Красной Звезды и медалями.
- «Заслуженный деятель науки и техники ТАССР».

## Память
- В 1999 году, в целях увековечения имени Халезова Павла Александровича, по ходатайству администрации Советского района г. Казани и жителей жилого массива Дербышки этого же района — ул. Клубная была переименована в улицу Халезова[2].